# Varese Antoni
Varese Antoni (Pisa, 24 luglio 1921 – La Spezia, 10 dicembre 2008) è stato un politico italiano.

## Biografia
Trasferitosi già nell'infanzia alla Spezia, fu membro del Partito Comunista Italiano, del CLN e tra gli amministratori eletti dal comitato per la giunta di Liberazione del comune della Spezia, presieduta da Agostino Bronzi. Fu assessore alle finanze della Giunta Prosperi, dal 1946 al 1951, distinguendosi per alcune riforme tra le quali la municipalizzazione di alcune aziende (acqua e gas).
Fu Sindaco della Spezia dal 1951 al 1957, subentrando al dimissionario Osvaldo Prosperi, per poi ricoprire la carica di primo cittadino altre due volte: dal giugno 1971 all'aprile 1972 e dal gennaio 1973 al maggio 1976.
Nel 1976 venne eletto alla Camera dei deputati nella VII legislatura: a Montecitorio fu componente della VI Commissione Finanze e Tesoro, ma anche nella Rappresentanza italiana all'Assemblea parlamentare del Consiglio d'Europa e della Commissione parlamentare per il parere al Governo sulle norme delegate relative alla riforma tributaria. Venne riconfermato deputato alle elezioni politiche in Italia del 1979 nella VIII Legislatura e poi ancora nel 1983 per la IX Legislatura. Concluse il mandato parlamentare nel 1987.
Fu presidente dell'ANPI spezzina fino alla sua scomparsa, avvenuta nella sua casa, dopo una lunga malattia all'età di 83 anni.